# Dommartemont
Dommartemont är en kommun i departementet Meurthe-et-Moselle i regionen Grand Est (tidigare regionen Lorraine) i nordöstra Frankrike. Kommunen ligger i kantonen Saint-Max som tillhör arrondissementet Nancy. År 2022 hade Dommartemont 567 invånare.

## Befolkningsutveckling
Antalet invånare i kommunen Dommartemont
| Referens: INSEE |